# Коровинский лесопарк
Коровинский лесопарк (точное наименование: Природный комплекс № 19-САО «Хлебниковский (Коровинский) лесопарк (квартал 126 леспаркхоза „Северный“)») — лесопарк в северном административном округе Москвы.
Площадь лесопарка составляет 9 гектар.
Входит в состав Хлебниковского лесопарка.

## Географическое расположение
Лесопарк находится на севере Москвы, Северный административный округ. Граничит с МКАД и Вагоноремонтной улицией. Район Дмитровский. Ближайшие станции метро — Яхромская и Лианозово.

## Флора и фауна
В лесопарке представлены в основном березняки, сосняки и осинники, встречаются дубы. Из трав растут: брусника, вороний глаз, герань лесная, копытень, костяника, ландыш майский, лютик кашубский, малина, майник, ожика волосистая, осока волосистая, осока лесная, папоротник.
Из фауны преобладают мышевидные грызуны и птицы.